# Список запусков к Луне в XXI веке

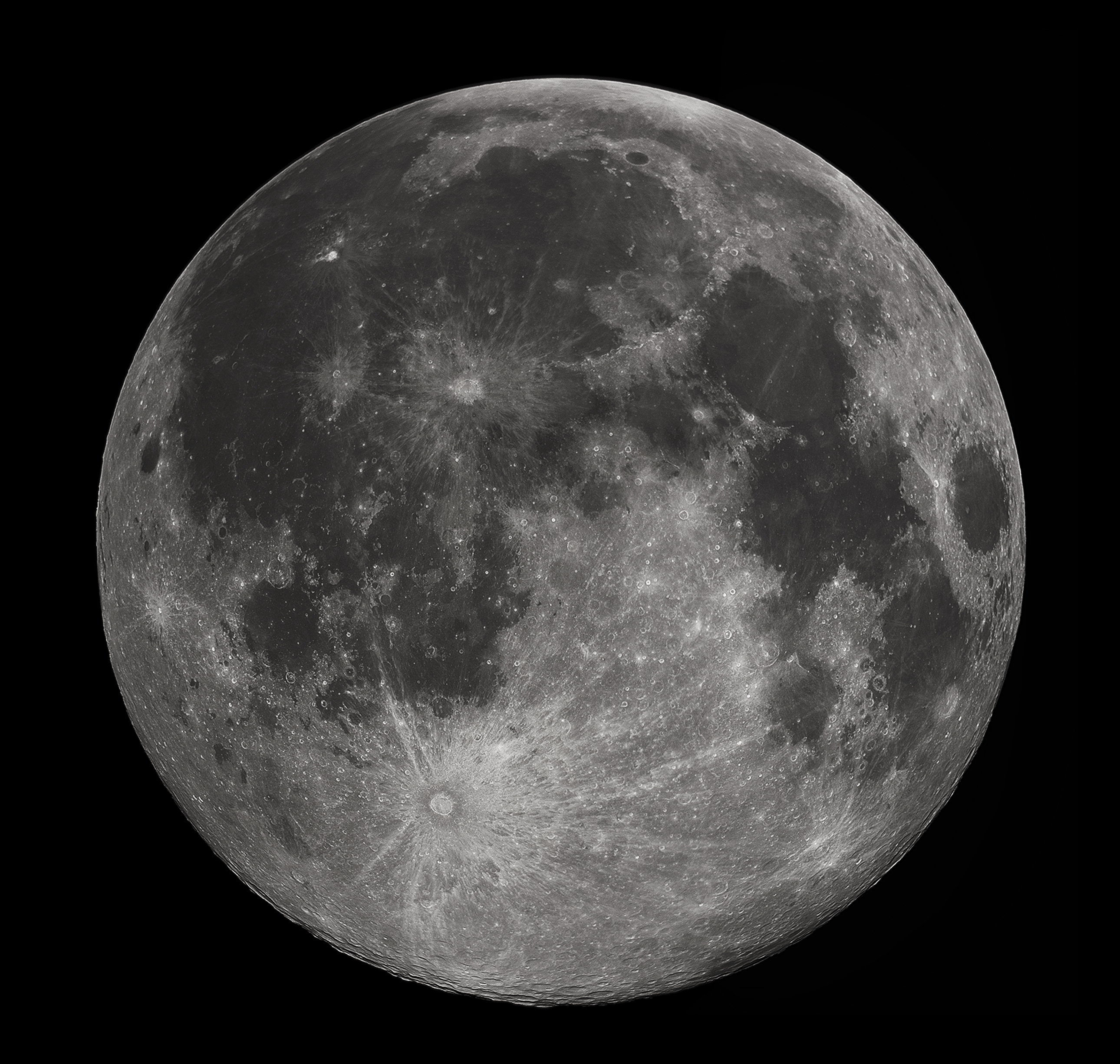
Полная Луна

Спи́сок за́пусков к Луне́ перечисляет запуски космических аппаратов в XXI веке с целью исследования Луны и окололунного пространства, а также запуски, которые ставили другие цели, но совершали пролёты Луны. Луна является естественным спутником Земли и самым заметным астрономическим объектом на ночном небе, а потому была и остаётся постоянным объектом исследований учёных разных стран. Развитие технологий, приведших к большей доступности космических запусков разного предназначения, привело к тому, что в XXI веке исследования Луны перешли от узконаправленных научных изысканий к широкой практической направленности. В отличие от XX века, когда реальные полёты к Луне могли осуществить только две космические «супердержавы» СССР и США, в XXI веке это стало доступным практически для любой страны, считающей себя «космической державой». Одновременно полёты к Луне стали организовывать частные компании, которые выполняли государственные контракты или свои задачи в бизнесе.
В первой четверти XXI века о своих лунных амбициях, включающих высадку экипажей на Луне, заявили США, Китай, Россия и Индия. Каждая из стран в меру своей технической готовности объявила различные сроки достижения Луны, которые имели тенденцию «сдвигаться вправо».
- Серым цветом выделены пролётные миссии
- Красным цветом выделены неудачные миссии
- Зелёным цветом выделены пилотируемые миссии
- Бежевым цветом выделены продолжающиеся миссии
- Голубым цветом выделены планируемые миссии

### 2000-е годы
| № | NSSDC ID            | SCN         | Название              | Изображение | Запуск                     | Место запуска | Дата окончания миссии                             | Основная цель запуска | Продолжительность |
| - | ------------------- | ----------- | --------------------- | ----------- | -------------------------- | ------------- | ------------------------------------------------- | --- | ----------------- |
| 1 | 2001-027A           | 26859       | WMAP                  |             | 30 июня 2001 Delta II      | Мыс Канаверал | 19 августа 2010                                   | Изучение реликтового излучения. Гравитационный манёвр у Луны для выхода на орбиту Лиссажу около точки Лагранжа L2 системы Солнце-Земля в 1,5 млн км от Земли.                                                     | 9 лет 50 дней     |
| 2 | 2003-043C           | 27949       | SMART-1               |             | 27 сентября 2003 Ариан-5   | Куру          | 3 сентября 2006                                   | Отработка новых двигателей, исследование Луны. | 2 года 341 сутки  |
| 3 | 2006-047A 2006-047B | 29510 29511 | STEREO-A STEREO-B     |             | 26 октября 2006 Delta II   | Мыс Канаверал | STEREO-A: продолжается STEREO-B: 23 сентября 2016 | Спутники-близнецы по исследованию Солнца с двух разных точек с целью получения его трёхмерных изображений. | 18г. 281дн.       |
| 4 | 2007-004B 2007-004C | 30581 30582 | ARTEMIS P1 ARTEMIS P2 |             | 17 февраля 2007 Delta II   | Мыс Канаверал | продолжается                                      | Изучение магнитосферных бурь. Два из пяти идентичных по конструкции микроспутников перешли на лунную орбиту. | 18г. 167дн.       |
| 5 | 2007-039A           | 32054       | SELENE                |             | 14 сентября 2007 H-IIA     | Ёсинобу       | 10 июня 2009                                      | Исследование Луны. В миссию входил главный спутник Кагуя и два отделившихся от него вспомогательных спутника — Окина и Оюна. При завершении миссии Кагуя и Окина врезались в Луну, а Оюна осталась на орбите Луны | 1 год 269 суток   |
| 6 | 2007-051A           | 32273       | Чанъэ-1               |             | 24 октября 2007 Чанчжен-3A | Сичан         | 1 марта 2009                                      | Составление трёхмерной топографической карты Луны и карты распределения на ней химических элементов. Изучение среды между Землёй и Луной.                                                                         | 1 год 128 суток   |
| 7 | 2008-052A           | 33405       | Чандраян-1            |             | 22 октября 2008 PSLV       | Шрихарикота   | 28 августа 2009                                   | Миссия по изучению Луны. Аппарат состоял из орбитального модуля и отделяющегося от него ударного зонда Moon Impact Probe, который совершившего жёсткую посадку на Луну 14 ноября 2008                             | 310 суток         |
| 8 | 2009-031A           | 35315       | LRO                   |             | 19 июня 2009 Atlas V       | Мыс Канаверал | продолжается                                      | Поиск льда на Луне. Картографирование Луны. Мультиспектральные исследование поверхности. Запуск состоялся одновременно с LCROSS.                                                                                  | 16г. 45дн.        |
| 8 | 2009-031B           | 35316       | LCROSS                |             | 19 июня 2009 Atlas V       | Мыс Канаверал | 9 октября 2009                                    | Определение химического состава грунта в районе южного полюса Луны. Запуск состоялся одновременно с LRO. | 112 суток         |

### 2010-е годы
| №  | Название   | Изображение     | Запуск                     | Место запуска  | Окончание миссии                           | Основная цель запуска | Продолжительность |
| -- | ---------- | --------------- | -------------------------- | -------------- | ------------------------------------------ | --- | ----------------- |
| 9  | Чанъэ-2    |                 | 1 октября 2010 Чанчжен-3C  | Сичан          | 2014                                       | Второй китайский лунный орбитальный аппарат. Проводил картографирование поверхности в высоком разрешении. После завершения окололунной миссии был направлен к астероиду Таутатис. | ~4 года           |
| 10 | GRAIL      |                 | 10 сентября 2011 Delta II  | Мыс Канаверал  | 18 декабря 2012                            | Исследование внутреннего строения Луны. | 1 год 98 суток    |
| 11 | LADEE      |                 | 7 сентября 2013 Minotaur V | Уоллпс         | 17 апреля 2014                             | Изучение лунной атмосферы. | 222 суток         |
| 12 | Чанъэ-3    |                 | 1 декабря 2013 Чанчжен-3B  | Сичан          | продолжается                               | Первая мягкая посадка китайского аппарата на Луну. Доставка луноходу Юйту. Станция оснащена оборудованием для исследования лунного реголита.                                      | 11г. 245дн.       |
| 13 | Чанъэ-5T1  |                 | 23 октября 2014 Чанчжен-3C | Сичан          | 2018                                       | Подготовка к миссии по возвращению образцов грунта. | ~4 года           |
| 14 | TESS       |                 | 18 апреля 2018 Falcon-9    | Мыс Канаверал  | продолжается                               | Космический телескоп, совершал гравитационный манёвр у Луны. | 7г. 107дн.        |
| 15 | Цюэцяо     |                 | 20 мая 2018 Чанчжен-4C     | Сичан          | продолжается                               | Спутник-ретранслятор. | 7г. 75дн.         |
| 16 | Чанъэ-4    |                 | 7 декабря 2018 Чанчжен-3B  | Сичан          | продолжается                               | Первая мягкая посадка на обратной стороне Луны. | 6г. 239дн.        |
| 17 | Берешит    |                 | 22 февраля 2019 Falcon-9   | Мыс Канаверал  | 11 апреля 2019                             | Первая частная миссия к Луне, исследование магнитосферы Луны. | 48 суток          |
| 18 | Чандраян-2 |                 | 22 июля 2019 GSLV Mk.III   | Сатиша Дхавана | продолжается                               | Орбитальный модуль. | 6г. 12дн.         |
| 18 | Чандраян-2 | 6 сентября 2019 | 22 июля 2019 GSLV Mk.III   | Сатиша Дхавана | Первый индийский лунный посадочный модуль. | 46 суток |                   |

### 2020-е годы
| №                  | Название              | Изображение | Запуск                    | Место запуска   | Окончание миссии | Основная цель запуска | Продолжительность |
| ------------------ | --------------------- | ----------- | ------------------------- | --------------- | ---------------- | --- | ----------------- |
| 19                 | Чанъэ-5               |             | 23 ноября 2020 Чанчжен-5  | Вэньчан         | 16 декабря 2020  | Доставка образцов реголита на Землю. | 23 суток          |
| 20                 | CAPSTONE              |             | 28 июня 2022 Электрон     | Rocket Lab LC-1 | продолжается     | Проверка устойчивости орбиту Gateway. | 3г. 36дн.         |
| 21                 | KPLO (Danuri)         |             | 4 августа 2022 Falcon-9   | Мыс Канаверал   | продолжается     | Картографирование Луны и исследование её ресурсов. | 2г. 364дн.        |
| 22                 | Artemis I             |             | 16 ноября 2022 SLS        | к.ц. Кеннеди    | 11 декабря 2022  | Тестирование космического корабля Орион. | 25 суток          |
| 23                 | Hakuto-R Mission 1    |             | 11 декабря 2022 Falcon-9  | Мыс Канаверал   | 25 апреля 2023   | Доставка на луну малого лунахода. | 135 суток         |
| 24                 | JUICE                 |             | 14 апреля 2023 Ариан-5    | Куру            | продолжается     | Изучение спутников Юпитера на наличие у них подповерхностного океана. | 2г. 111дн.        |
| 25                 | Чандраян-3            |             | 14 июля 2023 GSLV Mk.III  | Сатиша Дхавана  | продолжается     | Первая успешная мягкая посадка в южной полярной области Луны. | 2г. 20дн.         |
| 26                 | Луна-25               |             | 11 августа 2023 Союз 2.1б | Восточный       | 19 августа 2023  | Поиск воды и исследование южной полярной области Луны. | 8 суток           |
| 27                 | SLIM                  |             | 6 сентября 2023 H-IIA     | Ёсинобу         | 24 мая 2024      | Демонстрация технологии точной мягкой посадки. | 261 суток         |
| 28                 | Peregrine Mission One |             | 8 января 2024 Vulcan      | Мыс Канаверал   | 18 января 2024   | Исследование ресурсов Луны и окололунного пространства. | 10 суток          |
| 29                 | IM-1                  |             | 15 февраля 2024 Falcon-9  | к.ц. Кеннеди    | 29 февраля 2024  | Первая успешная частная миссия к Луне. Тестирование технологий для будущих миссий к Луне таких как: материалы, радар, системы навигации и позиционирования. А также малый лунный телескоп.         | 14 суток          |
| 30                 | DRO-A/B               |             | 13 марта 2024 Чанчжен-2C  | Сичан           | продолжается     | Исследование дальней ретроградной орбиты Луны. Попытка использования новых каналов связи. | 1г. 143дн.        |
| 31                 | Цюэцяо-2              |             | 20 марта 2024 Чанчжен-8   | Вэньчан         | продолжается     | Спутник-ретранслятор для Чанъэ-6, также планируется использовать в более поздних миссиях. Несёт камеру ультрафиолетового диапазона.                                                                | 1г. 136дн.        |
| 32                 | Чанъэ-6               |             | 3 мая 2024 Чанчжен-5      | Вэньчан         | продолжается     | Первая в истории доставка образцов реголита с обратной стороны Луны на Землю. | 1г. 92дн.         |
| 33                 | Blue Ghost M1         |             | 15 января 2025 Falcon-9   | к.ц. Кеннеди    | 16 марта 2025    | Первая лунная миссия Firefly Aerospace. | 60 суток          |
| 33                 | Hakuto-R Mission 2    |             | 15 января 2025 Falcon-9   | к.ц. Кеннеди    | продолжается     | Вторая попытка компании iSpace, осуществить посадку на Луну. Посадочный модуль доставит на поверхность луноход и полезную нагрузку разработанную национальным центральным университетом (Тайвань). | 141               |
| 34                 | IM-2                  |             | 27 февраля 2025 Falcon-9  | к.ц. Кеннеди    | 6 марта 2025     | Вторая миссия посадочного модуля Nova-C, первое использование беспилотного летательного аппарата на Луне.                                                                                          | 7 суток           |
| 34                 | Lunar Trailblazer     |             | 27 февраля 2025 Falcon-9  | к.ц. Кеннеди    | 27 февраля 2025  | Малая миссия оснащена высокоточными спектрометрами разного диапазона. | 1 сутки           |
| Планируемые миссии |                       |             |                           |                 |                  | |                   |
| 35                 | Blue Moon Pathfinder  |             | август 2025 New Glenn     |                 |                  | |                   |
| 36                 | Griffin Mission One   |             | декабрь 2025 Falcon Heavy |                 |                  | |                   |
| 37                 | Берешит-2             |             | 2025                      |                 |                  | |                   |
| 38                 | Artemis II            |             | апрель 2026 SLS           | к.ц. Кеннеди    |                  | Пилотируемый облёт Луны. |                   |
| 39                 | Чанъэ-7               |             | 2026 Чанчжен-5            | Вэньчан         |                  | |                   |
| 40                 | IM-3                  |             | 2026 Falcon-9             |                 |                  | |                   |
| 41                 | Blue Ghost M2         |             | 2026 Falcon-9             |                 |                  | |                   |
| 42                 | FLEX 1                |             | 2026 Starship             |                 |                  | |                   |
| 43                 | HLS Uncrewed Demo     |             | 2026 Starship (HLS)       |                 |                  | |                   |
| 44                 | iSpace Misson 3       |             | 2026                      |                 |                  | |                   |
| 45                 | Artemis III           |             | середина 2027 SLS         | к.ц. Кеннеди    |                  | Пилотируемая посадка на Луну. |                   |
| 46                 | PPE+HALO              |             | 2027 Falcon Heavy         |                 |                  | |                   |
| 47                 | IM-4                  |             | 2027 Falcon-9             |                 |                  | |                   |
| 48                 | Чандраян-4            |             | 2027                      |                 |                  | |                   |
| 49                 | Луна-26               |             | 2027 Союз 2.1б            | Восточный       |                  | |                   |
| 50                 | Artemis IV            |             | сентябрь 2028 SLS         | к.ц. Кеннеди    |                  | Пилотируемая посадка на Луну и сборка Lunar Gateway. |                   |
| 51                 | Чанъэ-8               |             | 2028                      |                 |                  | |                   |
| 52                 | Blue Ghost M3         |             | 2028                      |                 |                  | |                   |
| 53                 | SpaceX GLS-1          |             | 2028                      |                 |                  | |                   |
| 54                 | Луна-27               |             | 2028 Ангара-А5            | Восточный       |                  | |                   |
| 55                 | Мэнчжоу               |             | 2028                      |                 |                  | Первая китайская пилотируемая миссия к Луне. |                   |
| 56                 | LUPEX                 |             | 2028-29                   |                 |                  | |                   |